# Forêts humides guyanaises
Localisation
Les forêts humides guyanaises forment une écorégion terrestre définie par le Fonds mondial pour la nature (WWF), qui appartient au biome des forêts de feuillus humides tropicales et subtropicales de l'écozone néotropicale. Elle se situe au Nord-Est de l'Amérique du Sud entre le bassin de l'Amazone et celui de l'Orénoque, et recouvre la majorité de la région des « Guyanes ».
Il s'agit de l'une des plus grandes étendues continues de forêt tropicale humide relativement vierge dans le monde. Elle se caractérise par une richesse d'espèces et un endémisme local et régional, en particulier parmi la flore. Ces forêts sont restées relativement intactes jusqu'à présent, même si les mines d'or, l'exportation de la faune, l'exploitation forestière et la chasse constituent des menaces non négligeables.